# Kościół św. Pryski w Rzymie
Kościół św. Pryski w Rzymie (wł. Chiesa di Santa Prisca) – rzymskokatolicki kościół tytularny w Rzymie.
Świątynia ta jest kościołem parafialnym oraz kościołem tytularnym. Jest też kościołem stacyjnym z Wielkiego Wtorku.

## Lokalizacja
Kościół znajduje się w XII Rione Rzymu – Ripa na Awentynie przy Via di Santa Prisca 11.

## Patronka
Patronką świątyni jest św. Pryska – rzymianka, która poniosła śmierć męczeńską za wiarę chrześcijańską w I lub III wieku.

## Historia
Powszechnie przyjętą datą założenia kościoła jest koniec IV lub początek V wieku, jednak pierwszy dowód jego istnienia pochodzi z 489 roku. W 772 roku z polecenia papieża Hadriana I kościół rozbudowano. W 1084 roku świątynia została zniszczona przez Normanów. Odbudowano ją za papieża Paschalisa II. Pożar na początku XV wieku uszkodził kościół, który został naprawiony za papieża Kaliksta III. Najbardziej kompleksowa renowacja miała miejsce w latach 1600-1611, jej architektem był Carlo Francesco Lambardi. Wystrój wnętrza pochodzi z 1728 roku.
W 1660 roku kościół został przejęty przez augustianów. Parafia przy kościele została powołana w 1934 roku.

## Architektura i sztuka
Wnętrze kościoła jest trójnawowe
W ołtarzu głównym mieści się Chrzest św. Pryski, dzieło Passignano z 1600 roku. Na ścianach po bokach znajdują się freski autorstwa Fontebuoni przedstawiające historie z życia św. Pryski.
W prawej nawie znajduje się kaplica chrzcielna z 1948 roku, wewnątrz której przechowywany jest antyczny kapitel, który, wg legendy, wykorzystał św. Piotr chrzcząc św. Pryskę i który nadal pełni rolę chrzcielnicy. Na kapitelu leży pokrywa z brązu z figurką przedstawiającą Chrzest Jezusa autorstwa Antonio Biggi.
Podczas prac prowadzonych w latach 1934-1966 pod kościołem odkryto pozostałości mitreum, zniszczonego prawdopodobnie podczas budowy kościoła.

## Kardynałowie prezbiterzy
Kościół św. Pryski jest jednym z kościołów tytularnych nadawanych kardynałom-prezbiterom (Titulus Sanctae Priscae).
- Dominik (udokumentowany w 499)
- Maur (udokumentowany w 595)
- Jan (udokumentowany w 721)
- Dominik (udokumentowany w 732-745)
- Hermogens (udokumentowany w 761-769)
- Jan (udokumentowany w 853)
- Jan (udokumentowany w 869)
- Jan[a] (udokumentowany w 1099)
- Roman (ok. 1100-1114)
- Grzegorz (ok. 1115-1121)
- Gerard (1123-1129)
- Henryk (1129-1130)
- Grzegorz (1135-1137)
- Ranier (1140-1146)
- Astaldo degli Astalli (1151-1161)
- Giovanni di San Paolo OSB (1193-1204)
- Pierre Arnaud OSB (1305-1306)
- Arnaud Nouvel OCist (1310-1317)
- Simone di Archiac (1320-1323)
- Jacques Fournier OCist (1327-1334)
- Gozzio Battaglia (1339-1348)
- Bertrand Lagier OMin (1371-1375)
- Agapito Colonna (1378-1380)
- Giacomo d'Itri[b] (1378- 1387)
- Pileo di Prata[b]  (1387-1391)
- Zbigniew Oleśnicki (1440-1455)
- Juan de Mella (1456-1465)
- vacat (1465-1496)
- Juan de Castro (1496-1506)
- Niccolò Fieschi (1506-1518; in commendam 1518-1524)
- Andrea della Valle (1525-1533; in commendam 1533-1534)
- vacat (1534-1537)
- Gianvincenzo Carafa (1537)
- Rodolfo Pio di Carpi (1537-1543)
- Bartolomeo Guidiccioni (1543-1549)
- Federico Cesi (1550-1557)
- Giovanni Angelo de' Medici (1557-1559)
- Jean Bertrand (1560)
- Jean Suau (1560-1566)
- Bernardo Salviati (1566-1568)
- Antoine Perrenot de Granvelle (1568-1570)
- Stanisław Hozjusz (1570)
- Girolamo di Corregio (1570)
- Gianfrancesco Gambara (1570-1572)
- Alfonso Gesualdo (1572-1578)
- Flavio Orsini (1578-1581)
- Pedro de Deza (1584-1587)
- Girolamo Simoncelli (1588-1598)
- Benedetto Giustiniani (1599-1611)
- Bonifacio Bevilacqua (1611-1613)
- Carlo Conti di Poli (1613-1615)
- Tiberio Muti (1616-1636)
- vacat (1636-1643)
- Francesco Adriano Ceva (1643-1655)
- Giulio Gabrielli (1656-1667)
- Carlo Pio di Savoia (1667-1675)
- Alessandro Crescenzi CRS (1675-1688)
- Marcello Durazzo (1689-1701)
- Giuseppe Archinto (1701-1712)
- Francesco Maria Casini OFMCap (1712-1719)
- Giovanni Battista Salerni SJ (1720-1726)
- Luis Belluga y Moncada CO (1726-1737)
- Pietro Luigi Carafa (1737-1740)
- Silvio Valenti Gonzaga (1740-1747)
- Mario Millini (1747-1748)
- vacat (1748-1760)
- Ludovico Merlini (1760-1762)
- vacat (1762-1801)
- Francesco Mantica (1801-1802)
- vacat (1802-1832)
- Francesco Maria Pandolfi Alberici (1832-1835)
- Giuseppe Alberghini (1835-1847)
- vacat (1847-1862)
- Miguel García Cuesta (1862-1873)
- Tommaso Martinelli OESA (1875-1884)
- Michelangelo Celesia OSBCas (1884-1887)
- vacat (1887-1891)
- Luigi Sepiacci OESA (1891-1893)
- Domenico Ferrata (1896-1914)
- Vittorio Amedeo Ranuzzi de’ Bianchi (1916-1927)
- Charles-Henri-Joseph Binet (1927-1936)
- Adeodato Giovanni Piazza OCD (1937-1949)
- Angelo Giuseppe Roncalli (1953-1958)
- Giovanni Urbani (1958-1962)
- José da Costa Nunes (1962-1976)
- Giovanni Benelli (1977-1982)
- Alfonso López Trujillo (1983-2001)
- Justin Francis Rigali (2003-nadal)